# Semafor (divadlo)
Semafor je divadlo v Praze, založené 30. října 1959, a spjaté především se jmény Jiřího Suchého (* 1931) a Jiřího Šlitra (1924–1969). Jeho nynější sídlo je v ulici Dejvická v Praze, v blízkosti stanice metra Dejvická. V druhé dekádě 21. století v divadle hraje okolo padesáti herců.

## Historie divadla
Divadlo bylo založeno roku 1959 skupinou divadelníků a hudebníků soustředěných kolem Jiřího Suchého a Jiřího Šlitra. Jeho název je de facto akronym, který byl původně odvozen od slov SEdm MAlých FORem. To mělo vyjadřovat původní úmysl zakladatelů věnovat se co nejširšímu spektru uměleckých žánrů, těmito formami byly myšleny: film, poezie, jazz, loutky, tanec, výtvarné umění a hudební komedie (jindy bývá uváděno poezie, kabaret pro děti, divadlo oživlých rekvizit a škrobených hlav, pantomima, výtvarné umění, film a hudební komedie). V prvých dvou sezonách se v souladu s touto myšlenkou Semafor prezentoval i jazzovými koncerty, výstavami spřízněných výtvarníků (Z. Seydl, P. Sovák, fotograf J. Lukas), kombinací činoherního, loutkového a černého divadla (Švankmajerovo tzv. Divadlo masek: Škrobené hlavy, 1960; Johanes doktor Faust; Sběratel stínů – 1961), pásmy poezie a scénického tance (Divadlo zázraků, r: J. Vrba, 1960; Morgenstern, Suchý: Papírové blues, r: J. Herz, J. Suchý, 1961; Schneider: Vo co de?, r: Z. Braunschläger, 1961) i dětským divadlem (Aškenazy, Smoljak: Ukradený měsíc, r: L. Smoljak, 1960). Zájem obecenstva o hudební komedii (230 repríz Člověka z půdy) a tzv. divadlo písniček (pásma inscenovaných písní, volně spojených reprodukovaným mluveným slovem a doplněných filmovou projekcí), zahájené 1960 pořadem Zuzana je sama doma (r: A. Moskalyk), způsobil, že se Semafor po dvou sezonách stal autorským divadlem písničkářské (od 1962 i herecké) dvojice Suchý + Šlitr, známé z text-appealů v Redutě 1958/59.
Původně toto divadlo působilo pod tehdejším Kulturním střediskem ONV Praha 2 v podzemním sále Ženských domovů v ul. Ve Smečkách, nynějším Činoherním klubu, ale v roce 1961 se muselo pod záminkou údajného havarijního stavu budovy a nutnosti adaptace přemístit. Následovala více než roční anabáze po 13 různých místech mimo pražské divadelní centrum (Vojanovy sady, Divadlo Na Slupi, vysočanský Gong, Klicperovo divadlo v Kobylisích aj.), během níž Semafor uváděl jednak starší repertoár, jednak nová pásma písniček (např. Zuzana je zase sama doma, 1961; Šest žen Jindřicha VIII., r: H. Philippová, tit. role R. Fremund/J. Jelínek/J. Herz/J. Suchý, 1962, prem. v Divadle Alfa, Plzeň). Publikum sice neztratil, ale kočovná existence vyvolala krizi v souboru, z něhož odešly populární pěvecké hvězdy (W. Matuška, E. Pilarová, K. Štědrý) do existenčně jistějšího Rokoka.
Poté, co v roce 1964 představení Jonáš a tingltangl zhlédlo 14 členů tehdejšího ÚV KSČ, včetně hlavního stranického ideologa Jiřího Hendrycha, bylo přijato rozhodnutí o velkorysé rekonstrukci divadla v pasáži Alfa pro potřeby divadla Semafor. Zde po několikerém předchozím stěhování divadlo nakonec zakotvilo, a to až do roku 1993, kdy dům, ve kterém divadlo sídlilo, byl v restituci vrácen zpět původnímu majiteli.
Po několika přechodných místech se v roce 1995 usídlilo v podzemních sálech Hudebního divadla Karlín. Po povodních v roce 2002 došlo k dalšímu přesunu a divadlo od roku 2005 působí v Dejvické ulici, naproti současnému sídlu divadla Spejbla a Hurvínka.

### 1959–1969 tzv. „zlatá éra Semaforu“

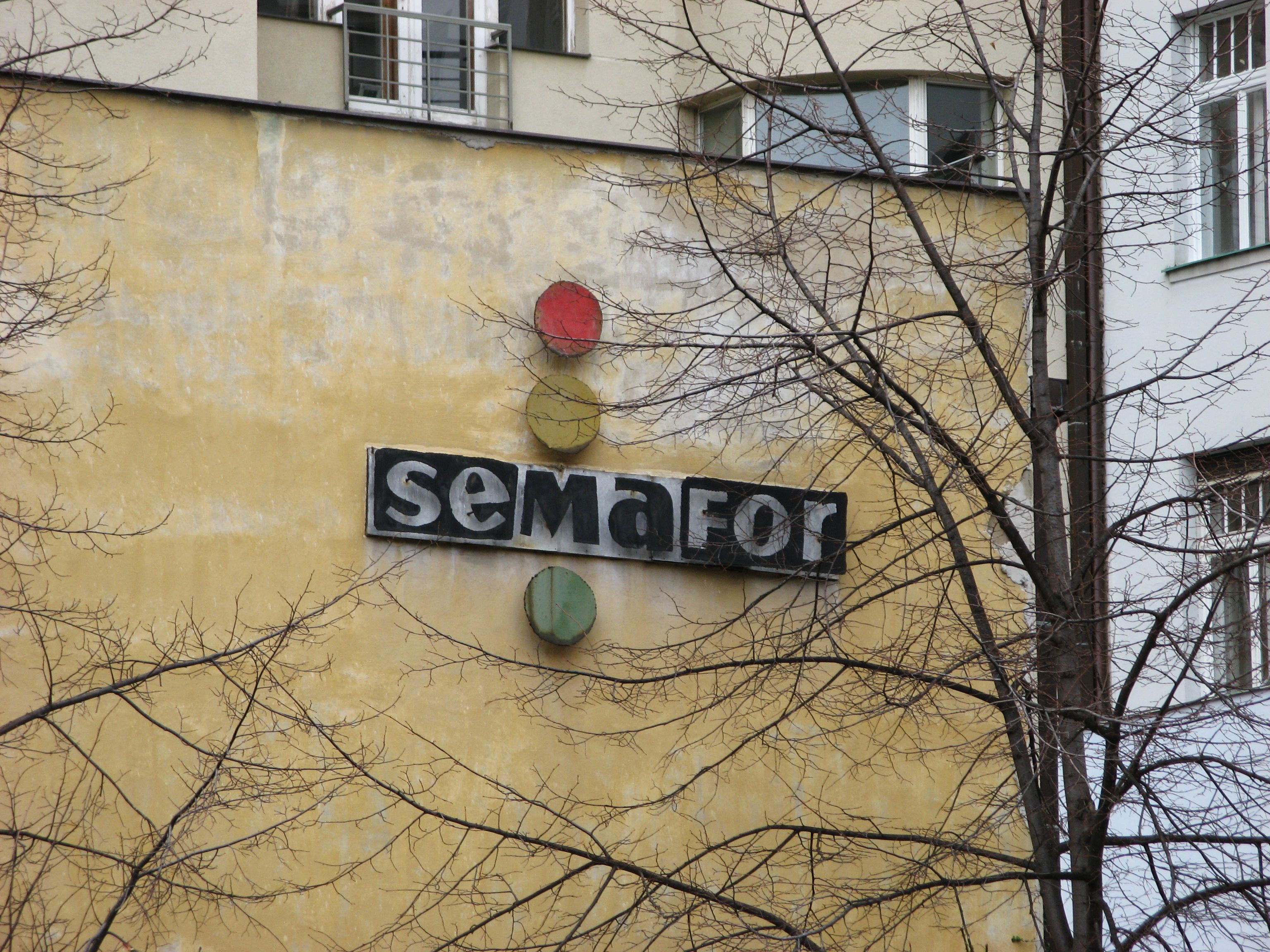
Znak divadla Semafor na domě v bývalé pasáži Alfa, nyní Stýblova, vedoucí od Václavského náměstí k Františkánské zahradě. V této budově prožíval Semafor svou nejslavnější éru.

První hrou Semaforu se stala hudební komedie Člověk z půdy. Autorem libreta byl Jiří Suchý, Jiří Šlitr opatřil písňové texty Jiřího Suchého hudbou. Titulní postavu spisovatele Antonína Sommera v ní alternovali Miroslav Horníček a Miloš Kopecký (později František Filipovský), dále hráli např. Karel Štědrý, Waldemar Matuška, Pavlína Filipovská a Jiří Suchý. Představení doprovázel orchestr divadla Semafor pod vedením Ferdinanda Havlíka.
Následovalo pásmo písniček Zuzana je sama doma (1960), hra Taková ztráta krve (1960), Papírové blues (1961), kde dostaly prostor Suchého povídky a básně Christiana Morgensterna, a další pásmo písniček Zuzana je zase sama doma (1961).
Na jaře 1962 odešlo ze Semaforu několik významných představitelů (Miroslav Horníček, Eva Pilarová, Waldemar Matuška, Karel Štědrý), Jiří Suchý měl představu komornějšího a autorského divadla. Jeho partner Jiří Šlitr se poprvé objevil po jeho boku i na pódiu a vzniklo pravděpodobně nejslavnější představení Semaforu, kabaret Jonáš a tingltangl (1962). Následovala opět pásma písniček Zuzana není pro nikoho doma (1963), Recital 64 (1964) a Zuzana je všude jako doma (1965).
V roce 1964 také Suchý a Šlitr se svými kolegy Evou Pilarovou, Hanou Hegerovou, Janou Malknechtovou, Waldemarem Matuškou, Karlem Gottem a dalšími natočili filmový muzikál Kdyby tisíc klarinetů (režie Vladimír Svitáček, Ján Roháč). Hra Sekta (1965) nebyla přijata příznivě, opera Dobře placená procházka se naopak o rok později dočkala i televizního zpracování. V roce 1966 uvedlo divadlo Semafor další dvě hry, oba komici se tentokrát rozdělili: Jiří Suchý hrál v Benefici, kde v rolích hrobníků v parodii na Hamleta také účinkovali Miloslav Šimek s Jiřím Grossmannem, kteří v té době přišli do Semaforu jako nová komická dvojice se svým autorským repertoárem (Besídka zvláštní školy, Návštěvní dny apod.), a Jiří Šlitr hrál v Ďáblu z Vinohrad. V roce 1967 byl v Semaforu uveden pořad Tak co, pane barone, o rok později crazy komedie Poslední štace (v témže roce také vznikal film Zločin v šantánu) a v roce 1969 pokračování „Jonáše“ – kabaret Jonáš a dr. Matrace.
V tomto období vznikaly velice kvalitní hry písňového typu. V těchto komediálních hrách se prosadily klasické zábavné prvky malých divadel. Po dlouhé době se tak divadlu vrátila jeho funkce lidi bavit, nikoli vychovávat. Tyto hry nedržely přísně logický sled a byly jakousi kombinací písní a scének, které zčásti dotvářela aktuální situace.
V roce 1969 zemřel Jiří Šlitr.

### 1970–1990
V roce 1970 se stává dvorním hudebním skladatelem Semaforu Ferdinand Havlík, který připravil první hru bez Šlitra, dvoj-představení Básníci a sedláci/Revizor v šantánu. Novou členkou divadla se stala vítězka celostátní pěvecké soutěže Talent 70 Jitka Molavcová.
Roku 1972 měla premiéru hra Kytice, nejhranější hra Semaforu vůbec (více než 600 repríz). V Kytici se objevily desítky herců, nových i stávajících. Zpíval zde Michal Prokop, Hana Zagorová, Jiří Helekal, Věra Křesadlová, duo Saze, C&K Vocal, výrazněji se projevil někdejší Suchého asistent Jiří Datel Novotný a také Josef Dvořák, dříve člen Kladivadla, který se Suchým spolupracoval už na filmu Nevěsta.
Nejznámější hry z této doby jsou Dr. Johann Faust Praha II Karlovo nám. 40 (1982) a Jonáš dejme tomu v úterý (1985).
Po smrti Jiřího Grossmanna (1971) tvořil Miloslav Šimek (od roku 1973) dvojici nejprve s Luďkem Sobotou (a také trojici ještě s Petrem Nárožným) a později s Jiřím Krampolem.
V roce 1974 vytvořil samostatnou skupinu v rámci Semaforu i Josef Dvořák. Se svou novou skupinou uvedl hru Má hlava je včelín. Hru napsal společně s Pavlem Fialou, režíroval ji filmový režisér Evald Schorm. S Jiřím Suchým ještě rok dohrával hru Elektrická puma, než jejich spolupráce skončila.

### 1990–2018
Po roce 1990 se Jiří Suchý rozhodl vrátit Semaforu jeho původní jednotnou poetiku soubor, a proto požádal, aby skupiny Miloslava Šimka a Josefa Dvořáka divadlo opustily. Nejvýraznějšími inscenacemi 90. let byly pokusy o komorní muzikál, dávající prostor Jitce Molavcové, (Nižní Novgorod, 1992; Víkend s Krausovou, 1995; Mé srdce je Zimmer frei, 1997; Pré, 1999 aj.). Do Semaforu se vrátil jako režisér Ladislav Smoljak (Víkend s Krausovou, Purpura na plotně (1994), V hlavní roli písnička (1995) a Jiří Menzel (Pré 1999, Čochtanův divotvorný hrnec 2015).

## Přehled inscenací divadla Semafor od roku 1990[6]
- 1990 – Hej rup aneb peklo nebude, ráj se vrací
- 1991 – Ach ta láska nehezká
- 1992 – Nižní Novgorod
- 1994 – Kapitáne, kam s tou revue
- 1995 – Víkend s krausovou
- 1997 – Mé srdce je Zimmer Frei
- 1997 – Únos turecké houslistky
- 1999 – Pré
- 2000 – Noc v synagoze aneb tajemství Brunhildiny punčochy
- 2001 – Pokušení svatého Antonína
- 2002 – To nám to pěkně začíná
- 2002 – Život je náhoda v obnošený vestě
- 2004 – Sex + sex je 12
- 2004 – Patero důvodů pro voo doo
- 2005 – ...nikoho nezabije
- 2005 – Jako když tiskne
- 2005 – Pension Rosamunda
- 2006 – Sukně smutnou jehlou spíchnutá
- 2007 – Lysistrata
- 2008 – Sekta (2008)
- 2008 – Děti kapitána Granta
- 2008 – Šlitr s námi (a zlý pryč)
- 2008 – Já jsem otec Bemle
- 2009 – Dnes večer v hotelu Modrá hvězda
- 2009 – Kytice 2009
- 2010 – Uteklo to jako H2O
- 2010 – Mam'zelle Nitouche
- 2010 – Dal si růži do polívky
- 2011 – Tak co, pane barone (2011)
- 2011 – Hodiny jdou pozpátku
- 2012 – Levandule
- 2012 – Kam se poděla Valerie
- 2012 – Laura a Oliver – reality show
- 2012 – Opera Betlém
- 2013 – Rytíři z Blaníku a krasavice Lída
- 2013 – Kdyby tisíc klarinetů 2013
- 2013 – Kytice 2013
- 2014 – Osvobozené divadlo Semafor
- 2014 – Prsten pana Nibelunga
- 2014 – Nejveselejší tragédie v Čechách
- 2015 – Slečinky a lupiči
- 2015 – Mizina číhá
- 2015 – Čochtanův divotvorný hrnec
- 2016 – Zlomené srdce lady Pamely
- 2017 – Začalo to Vestpocketkou
- 2016 – Skleněné prkno
- 2017 – Šest žen (2017)
- 2018 – Možná že jistě ale určitě snad
- 2018 – Me Too

## Seznam umělců divadla Semafor

### Někteří bývalí členové divadla Semafor
- Jiří Šlitr
- Ferdinand Havlík
- Vladimír Hrabánek
- Jiří Grossmann
- Miloslav Šimek
- Jana Malknechtová
- Milena Zahrynowská
- Jana Robbová
- Dagmar Patrasová
- Josef Dvořák
- Jiří Císler
- Eva Pilarová
- Naďa Urbánková
- Miluše Voborníková
- Hana Hegerová
- Petra Janů
- Jiří Helekal
- Karel Černoch
- Waldemar Matuška
- Karel Gott
- Karel Štědrý
- Věra Křesadlová
- Milan Drobný
- František Ringo Čech
- Miroslav Paleček a Michael Janík
- Zuzana Burianová
- Jiří Jelínek
- Bohdan Mikolášek
- Lešek Semelka
- Lucianna Krecarová
- Petr Nárožný
- Pavel Sedláček
- Miloslav Balcar
- Petra Černocká
- Pavel Bobek
- Markéta Zehrerová
- Renata Drössler
- Valérie Čižmárová
- Marie Poslušná

## Odraz v kultuře
V libereckém Divadle Františka Xavera Šaldy proběhla 18. 6. 2021 premiéra inscenace Semafor. Hra je uváděna pod titulem Revuální kabaret plný slavných písní Jiřího Suchého a Jiřího Šlitra. Autory jsou dramaturg Jiří Janků a Šimon Dominik, bývalý šéf činohry DFXŠ, který se ujal také režie. Jedná se o poctu divadlu Semafor a zejména pak Jiřímu Suchému a Jiřímu Šlitrovi. Hudební doprovod obstarává „Semaforský“ orchestr pod vedením Dalibora Tuže. Zajímavostí je, že Jiřího Suchého a Jiřího Šlitra hrají dvě dvojice herců, které se při hře různě střídají. Jiřího Suchého ztvárňují Martin Polách a Stavros Pozidis, Jiřího Šlitra pak Martin Stránský (liberecký herec, neplést s plzeňským jmenovcem) a Ondřej Kolín.